# Francisco Palmeiro
Francisco Luís Palmeiro Rodrigues (Arronches, 16 ottobre 1932 – 22 gennaio 2017) è stato un calciatore portoghese, di ruolo attaccante.

## Carriera

### Club
Ha sempre giocato nel campionato portoghese.

### Nazionale
Ha collezionato 3 presenze con la maglia della Nazionale.

## Statistiche

### Presenze e reti in Nazionale
| Cronologia completa delle presenze e delle reti in nazionale ― Portogallo | Cronologia completa delle presenze e delle reti in nazionale ― Portogallo | Cronologia completa delle presenze e delle reti in nazionale ― Portogallo | Cronologia completa delle presenze e delle reti in nazionale ― Portogallo | Cronologia completa delle presenze e delle reti in nazionale ― Portogallo | Cronologia completa delle presenze e delle reti in nazionale ― Portogallo | Cronologia completa delle presenze e delle reti in nazionale ― Portogallo | Cronologia completa delle presenze e delle reti in nazionale ― Portogallo |
| Data                                                                      | Città                                                                     | In casa                                                                   | Risultato                                                                 | Ospiti                                                                    | Competizione                                                              | Reti                                                                      | Note                                                                      |
| ------------------------------------------------------------------------- | ------------------------------------------------------------------------- | ------------------------------------------------------------------------- | ------------------------------------------------------------------------- | ------------------------------------------------------------------------- | ------------------------------------------------------------------------- | ------------------------------------------------------------------------- | ------------------------------------------------------------------------- |
| 3-6-1956                                                                  | Oeiras                                                                    | Portogallo                                                                | 3 – 1                                                                     | Spagna                                                                    | Amichevole                                                                | 3                                                                         |                                                                           |
| 9-6-1956                                                                  | Oeiras                                                                    | Portogallo                                                                | 2 – 2                                                                     | Ungheria                                                                  | Amichevole                                                                | -                                                                         |                                                                           |
| 11-6-1957                                                                 | Rio de Janeiro                                                            | Brasile                                                                   | 2 – 1                                                                     | Portogallo                                                                | Amichevole                                                                | -                                                                         |                                                                           |
| Totale                                                                    |                                                                           | Presenze                                                                  | 3                                                                         |                                                                           | Reti                                                                      | 3                                                                         |                                                                           |

## Palmarès

### Competizioni Nazionali
- Campionato portoghese: 3

Benfica: 1954-1955, 1956-1957, 1959-1960
- Coppa di Portogallo: 3

Benfica: 1954–1955, 1956–1957, 1958–1959